# Хьюз, Майк (гребец)
Майкл «Майк» Хьюз (англ. Michael "Mike" Hughes; род. 7 августа 1959, Сент-Катаринс, Онтарио) — канадский гребец, выступавший за сборную Канады по академической гребле в 1980-х годах. Бронзовый призёр летних Олимпийских игр в Лос-Анджелесе, участник чемпионата мира в Дуйсбурге, победитель и призёр регат национального значения.

## Биография
Майк Хьюз родился 7 августа 1959 года в городе Сент-Катаринс провинции Онтарио, Канада.
Занимался академической греблей с юных лет, проходил подготовку в Сент-Катаринсе в местном лодочном клубе Ridley Graduate. Позже состоял в гребной команде Университета штата Пенсильвания.
Впервые заявил о себе в гребле на международной арене в сезоне 1975 года, когда вошёл в состав канадской национальной сборной и выступил в распашных рулевых двойках на домашнем мировом первенстве среди юниоров в Монреале — сумел квалифицироваться здесь лишь в утешительный финал В и расположился в итоговом протоколе соревнований на 10 строке.
Дебютировал на взрослом международном уровне в 1983 году, на чемпионате мира в Дуйсбурге показал четвёртый результат в зачёте парных четвёрок.
Благодаря череде удачных выступлений удостоился права защищать честь страны на летних Олимпийских играх 1984 года в Лос-Анджелесе. В программе парных четвёрок вместе с партнёрами по команде Дагом Хэмилтоном, Филом Монктоном и Брюсом Фордом в финале пришёл к финишу третьим позади экипажей из Западной Германии и Австралии — тем самым завоевал бронзовую олимпийскую медаль.
В ходе олимпийского сезона Хьюз окончил Университет штата Пенсильвания и в 1985 году завершил спортивную карьеру.